# Conakrya
Conakrya is een geslacht van spinnen uit de  familie van de kraamwebspinnen (Pisauridae).

## Soort
- Conakrya wolffi Schmidt, 1956